# محمد احمد المهدی
محمد أحمد المهدی بن عبدالله یا محمد احمد بین عبدالله یا محمد احمد سودانی به مهدی سودانی و مهتدی سودانی نیز مشهور است، متولد ۱۲ اوت ۱۸۴۴ رهبر مذهبی طریقت سامانیه بود که در ۲۹ ژوئن ۱۸۸۱ ادعا نمود که مهدی موعود است. او شورش موفقی را علیه حکومت بریتانیا در سودان شروع کرد. نیروهایش در ۲۶ ژانویه ۱۸۸۵ موفق شدند که خارطوم را به تصرف خود درآورد و ژنرال چارلز جرج گوردون، حاکم بریتانیایی سودان را به قتل برسانند.
در پروپاگاندای ویکتوریایی، از محمد المهدی با عنوان «مُلای دیوانه» یاد می‌شد.
او مدتی بعد در تاریخ ۲۲ ژوئن ۱۸۸۵ میلادی، بر اثر ابتلا به بیماری تیفوس درگذشت.
در ۱۸۹۸ گردان فیلد مارشال هربرت کیچنر، پس از شکست نیروهای المهدی، برای انتقام قتل ژنرال چارلز جرج گوردون، مقبره المهدی را ویران کرد و استخوان‌های باقی‌مانده از کالبدش را به رود نیل ریخت.
سید جمال‌الدین اسدآبادی با اینکه عقیده داشت مهدی سودانی، همان مهدی موعود نیست ولی به سبب رویکرد ضد انگلیسی مهدی سودانی، از نهضت وی حمایت کرد.

## خانواده
محمد احمد المهدی فرزند یک قایق‌ساز اهل دُنقُلا بود.

## نگارخانه

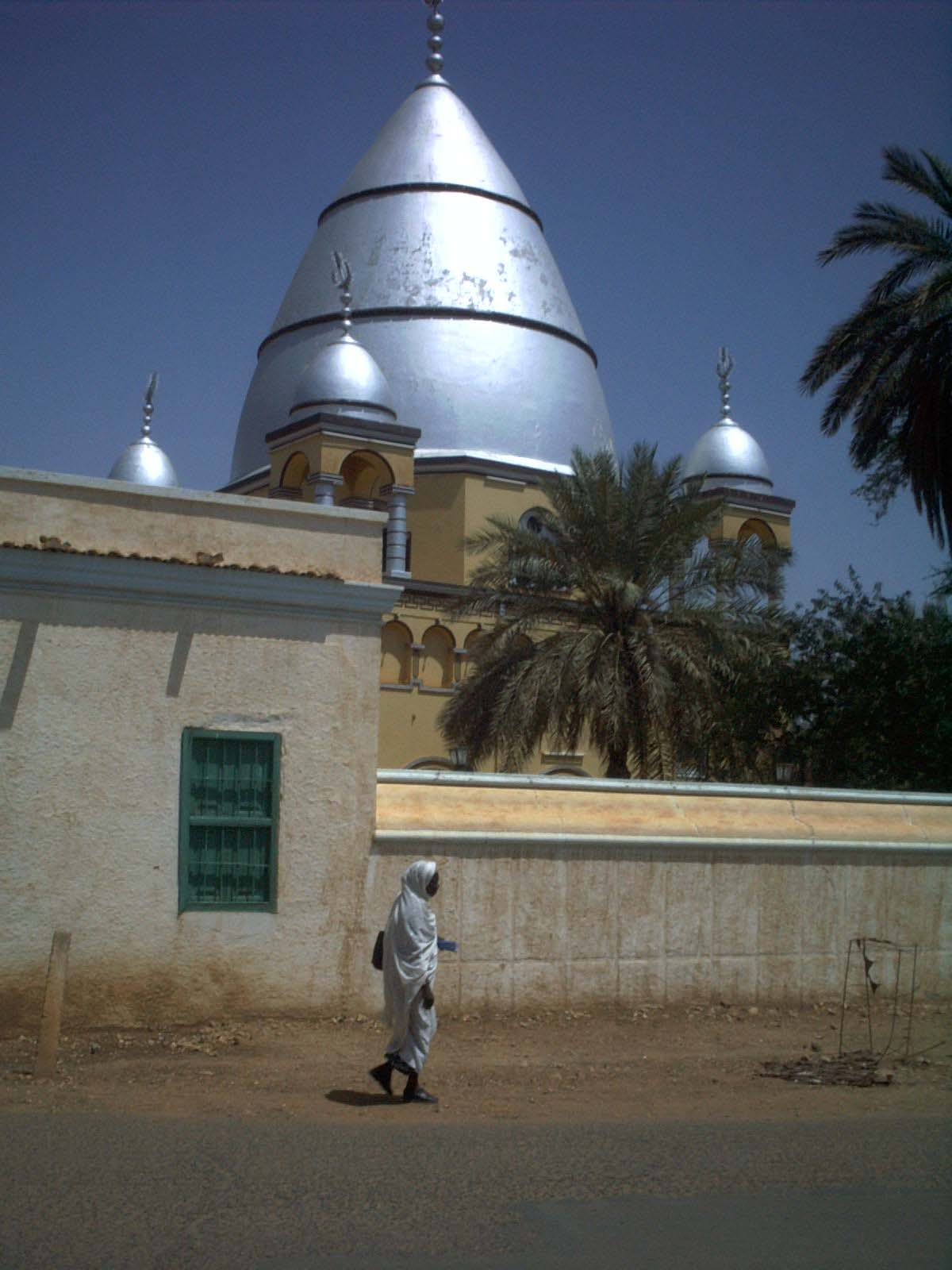
آرامگاه محمد احمد
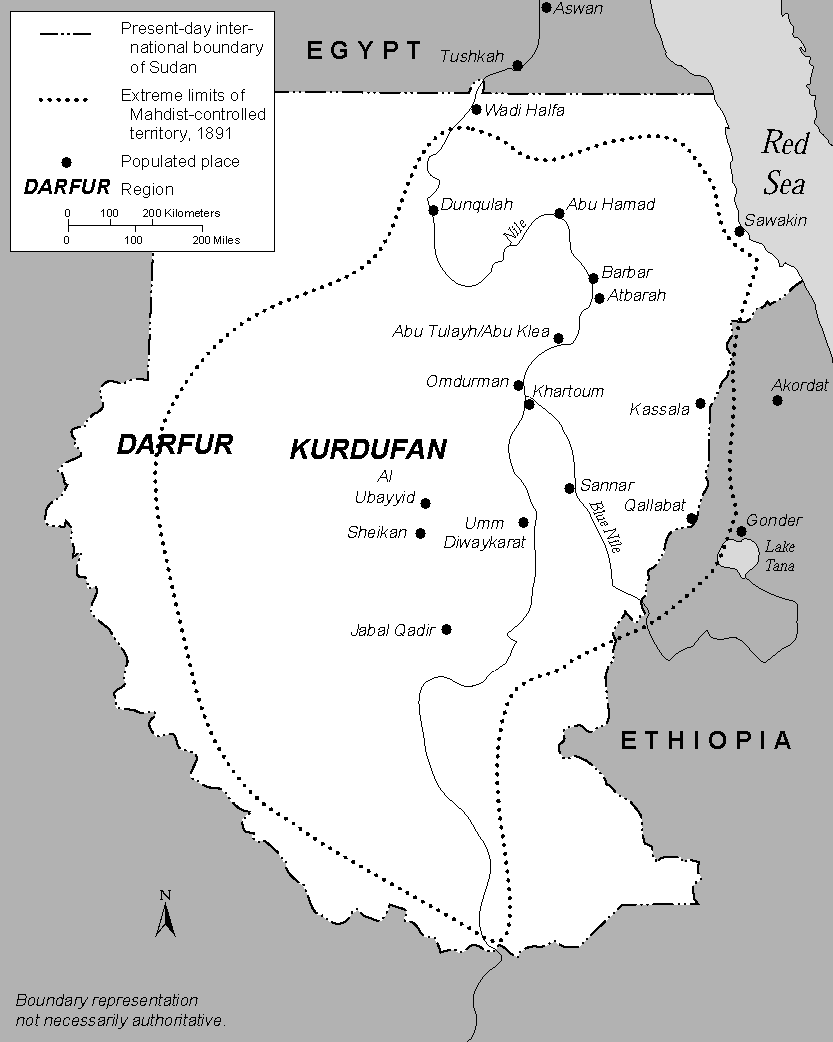
مناطق مورد نفوذ محمد احمد در سودان